# Bernardo Dovizi da Bibbiena
Pour les articles homonymes, voir Bibbiena.
Bernardo Dovizi da Bibbiena, né en 1470 à Bibbiena et mort en 1520, est un cardinal et un dramaturge italien.

## Biographie
Bernardo naît le 4 août 1470 dans la famille des Dovizi, seigneurs de Bibbiena chef-lieu du Casentino en Toscane. Il suit en tant que secrétaire Jean de Médicis, qui une fois devenu pape sous le nom de Léon X, le nomme cardinal (1513) et le charge de plusieurs missions diplomatiques importantes. À Urbino, ville passée sous la domination de Francesco Maria della Rovere, Bibbiena trouve l'occasion de faire connaissance avec les artistes les plus importants de la cour comme Francesco di Giorgio Martini, mais surtout de lier une forte amitié avec Baldassare Castiglione qui contribua à la réussite scénique de sa seule comédie la Calandria, représentée pour la première fois à Urbino en 1513.
Bibbiena apparaît d'ailleurs dans l'œuvre la plus importante de Castiglione : Le Courtisan.

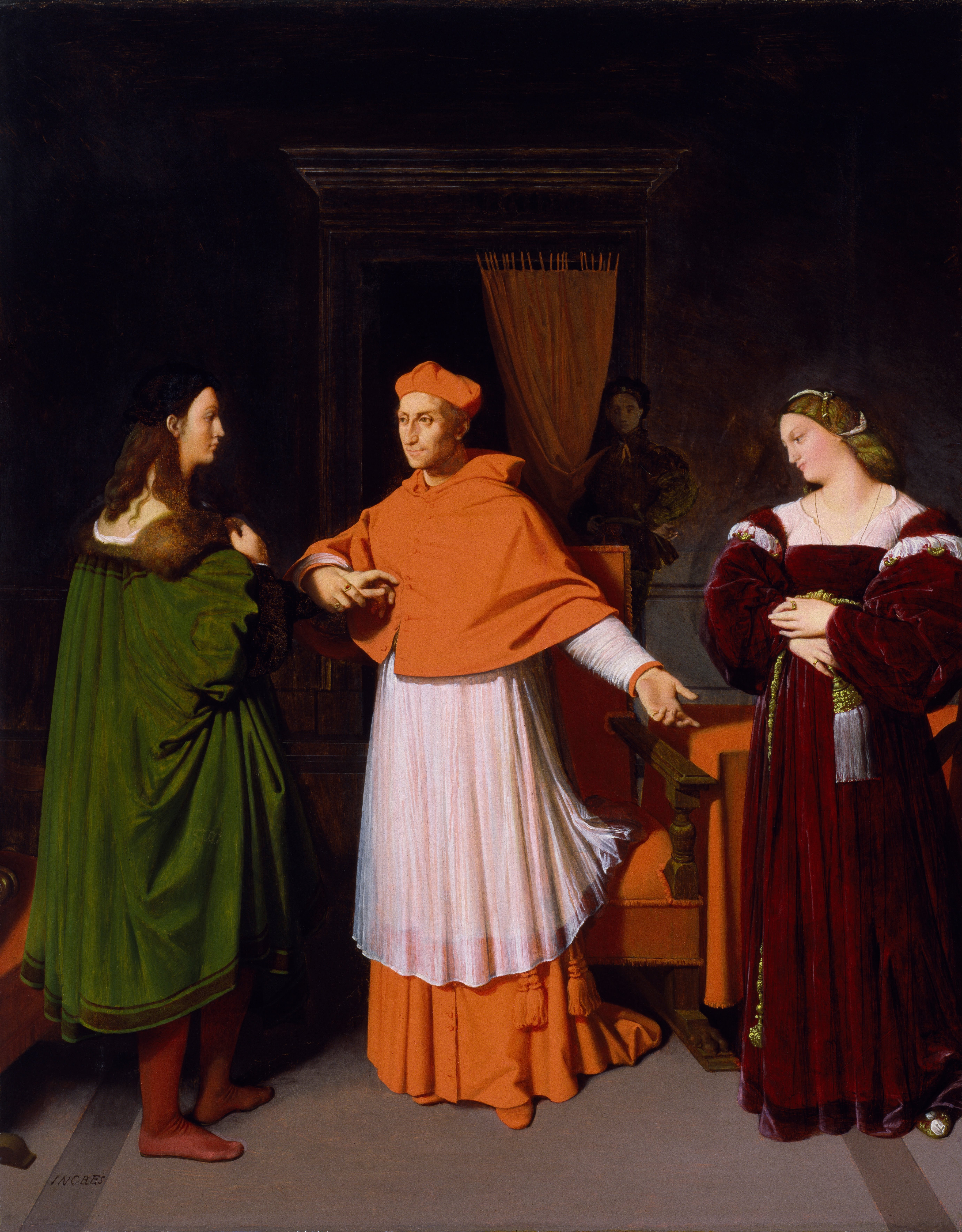
Raphaël et la nièce du cardinal Bibbiena
Ingres, 1813-1814
Walters Art Museum

Ses liens avec les artistes importants de l'époque sont représentés par Ingres dans un tableau relatant de supposées fiançailles entre sa nièce et Raphaël.
Au retour d'une ambassade en France et de retour à Rome, il fut enlevé par une mort imprévue, le 9 novembre 1520 : on prétendit qu'il avait été empoisonné et on accusa, sans aucun fondement, le pape qui avait été son protecteur, mais qui pouvait le soupçonner d'aspirer à la tiare.
Bibbiena avait composé plusieurs poésies, et une comédie moderne en prose et en langue italienne la Calandria, qui contribua à renouveler le théâtre en Italie au XVIe siècle.

## La Calandria
Réputée comme étant la première comédie italienne en prose, cette œuvre révolutionna les canons de l'écriture théâtrale du XVIe siècle. Dans le prologue de l'œuvre l'écrivain donne tout de suite les prétentions de la Calandria : c'est une comédie in prosa, non in versi; moderna, non antiqua; vulgare, non latina c’est-à-dire « en prose, pas en vers ; moderne, pas antique et en langue populaire, pas en latin ».
Elle fut la première comédie à dépasser la tradition de l'auteur latin Plaute, source d'inspiration qui, à cette époque, était la norme pour les Humanistes : ils cherchaient à s'inspirer des textes dramatiques gréco-romains en les modernisant mais tout en laissant intacts leur contenu et leur trame.
Dès le titre, Bibbiena se détache de la tradition classique, s'approchant au contraire de la nouveauté médiévale : par exemple le nom d'un des personnages (Calandro) fait référence, que ce soit par son nom ou par la moquerie qui lui est faite, au personnage de Boccace prénommé Calandrino et qui apparait plus d'une fois dans le Décaméron. Bibbiena se rattache toutefois à la tradition antique par les thèmes qu'il aborde dans sa comédie tel que le thème de l'androgyne (inspiré de Platon dans son œuvre Le banquet) ou bien le thème du travestissement (inspiré de Plaute).

### La trame
L'antefatto : (c’est-à-dire les événements qui précèdent le début de la pièce).
Naissance de deux jumeaux à Modène : une fille prénommée Santilla et un garçon prénommé Lidio. À cause d'un conflit avec les Turcs, les jumeaux se retrouvent séparés. Santilla qui est plus exposée au danger doit se travestir en homme et se fait appeler Lidio. Elle est recueillie par Perillo, un marchand, qui la croyant homme la conduit à Rome et veut la marier à sa fille Virginia.
Début de la pièce :
Lidio est aussi à Rome. Il est amoureux de Fulvia, une femme mariée à Calandro et, pour pouvoir la voir, il se déguise en femme et prend le nom de Santilla. Calandro tombe amoureux de lui, le croyant femme.
La comédie commence donc à Rome, les jumeaux ont 18 ans, ils prennent tous les deux l'identité de l'autre, sans savoir qu'ils sont dans la même ville.
Toute la comédie tourne autour de ce couple de jumeaux qui doit se retrouver.

### Les personnages principaux
- Santilla
- Lidio
- Fessenio, domestique de Lidio.
- Fannio, domestique de Santilla.
- Calandro, mari de Fulvia, tombe amoureux de Lidio déguisé en Santilla.
- Fulvia, femme de Calandro, maîtresse de Lidio.